# کالرو تویونن
کالرو تویونن (انگلیسی: Kalervo Toivonen; ۲۲ ژانویهٔ ۱۹۱۳ – ۵ ژوئیهٔ ۲۰۰۶) پرتاب‌گر نیزه، و ورزشکار دو و میدانی اهل فنلاند بود.